# Lògica de control
La lògica de control és el conjunt d'operacions lògiques i estructures de control que determinen l'ordre d'execució de les instruccions d'un programa.
En el paradigma MVC Model Vista Controlador les dades, la interfície d'usuari i la lògica de control són els tres nivells en què descompon una aplicació.
Així, en una aplicació web amb fulles dinàmiques que consulten una base de dades i la mostren amb un navegador, la interfície d'usuari és el codi HTML de representació de la pàgina, i es correspon amb la vista. Les dades existents en una base de dades es corresponen amb el Model, i la lògica de control és el conjunt d'instruccions que s'han d'executar per accedir a les dades buscats. La lògica de control pot estar escrita en diferents llenguatges i executar tant en el client com a servidor o en ambdós a la vegada. En el paradigma MVC la lògica de control es correspon amb el Controlador.